# Château des Sforza
Le château des Sforza (Castello Sforzesco en italien), situé dans le centre-ville de Milan en Italie, est une forteresse construite au XVe siècle par Francesco Sforza, duc de Milan, sur les ruines d'une citadelle édifiée au même endroit par Galéas II Visconti. Il est aujourd'hui transformé en musée.

## Le Château des Sforza, de la forteresse au musée

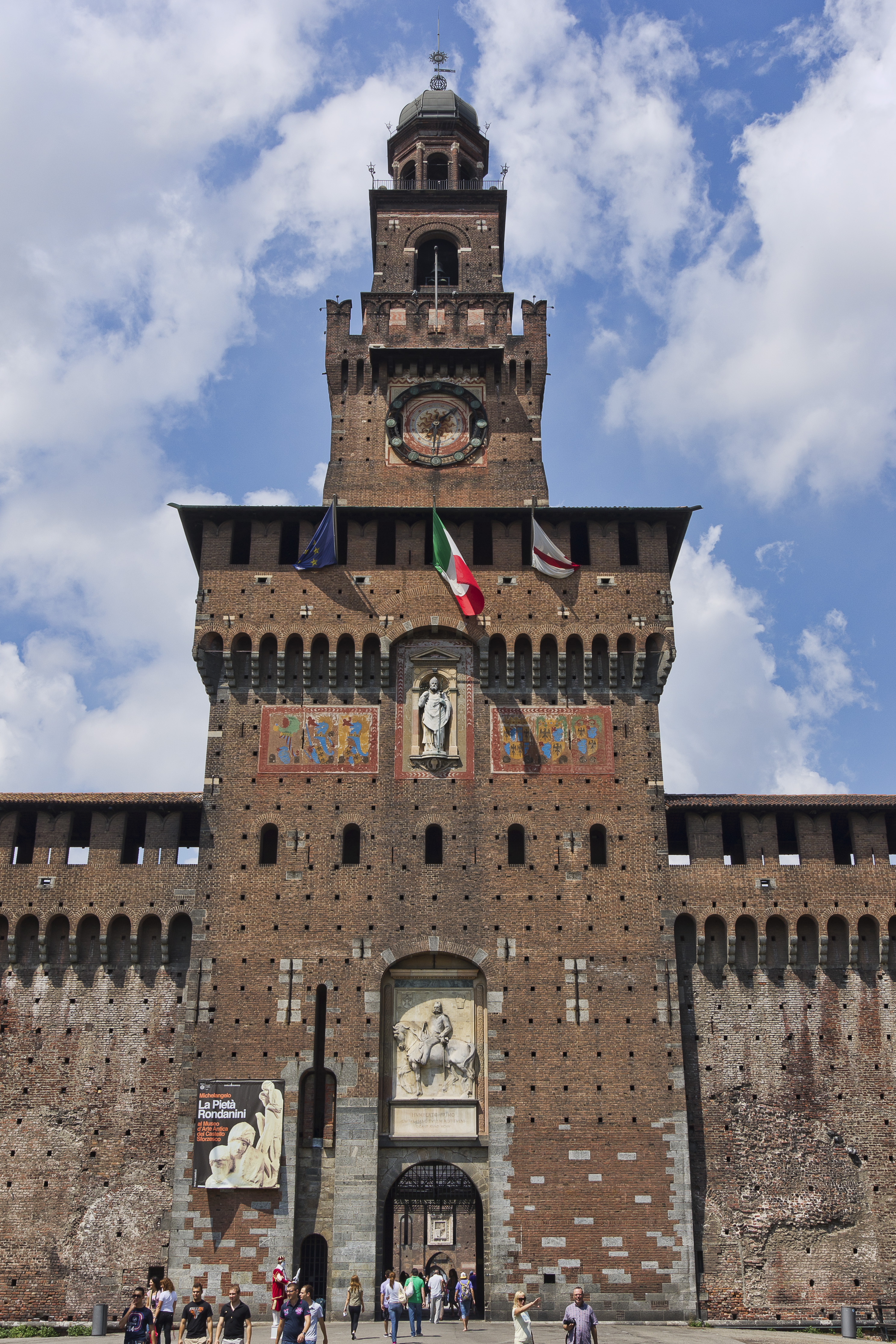
La Tour du Filarète

Une première forteresse, connue sous le nom de Castello di Porta Giovia, fut édifiée par Galéas II Visconti au XIVe siècle, plus par crainte de son frère, Barnabé, avec qui il s'était partagé Milan, que d'agressions extérieures. Un siècle plus tard, le règne de la dynastie des Visconti s‘interrompait avec la mort, le 13 août 1447, de Philippe Marie Visconti. La République ambrosienne qui lui succéda décida de détruire la forteresse. C’est sur ses ruines que Francesco Sforza, devenu le nouveau duc de Milan, entreprit de construire le Castello Sforzesco, qui devint la résidence des ducs de Milan, en dépit de toutes les promesses faites aux Milanais de ne pas reconstruire ce qu'ils considéraient comme un symbole de la tyrannie. À l'époque où les chroniques mesurent la quantité de terres conquises au nombre de châteaux pris, ce nouvel édifice symbolise l'avènement d'une nouvelle dynastie.
Il s'agit d'un quadrilatère, entouré de douves, et  flanqué, côté ville, de deux tours rondes, qui abritaient des citernes d'eau, et côté campagne (à l'époque) de deux tours carrées. Le château était divisé en deux parties, séparées par un fossé, le fosso morto. Côté ville, un vaste champ de manœuvre auquel étaient adossées les casernes. Côté campagne, la cour ducale et la  Rocchetta, forteresse à l’intérieur de la forteresse, où demeurait le duc. Le trésor ducal était conservé à l'intérieur d'une des deux tours carrées, la Torre Castellana. L'architecte florentin le Filarète fut appelé à Milan pour construire la tour centrale, côté ville, la tour du Filarète. Elle servit à entreposer la poudre à canon, et fut détruite par une explosion en 1521. C'est seulement au début du XXe siècle, lors de la campagne de restauration menée par Luca Beltrami, qu'elle fut reconstruite.
Véritable ville dans la ville, il abrite la cour et de nombreux serviteurs et officiers avec ses cuisines, ses boulangeries, ses greniers, ses armureries, sa prison, ses quartiers pour les gardes, les bureaux du gouvernement, ses immenses halls de réception, ses petites pièces pour les audiences privées et les appartements du prince.
Ludovic le More employa quelques-uns des plus grands artistes alors présents à Milan  pour embellir le château. Léonard de Vinci peignit l’enchevêtrement de troncs d'arbres de la Sala delle Asse (1496-1497), Bramantino, son Argos pour la Salle du Trésor (1490-1493) et Bramante conçut  la Ponticella di Ludovico il Moro, une passerelle couverte reliant les appartements du duc aux remparts extérieurs.

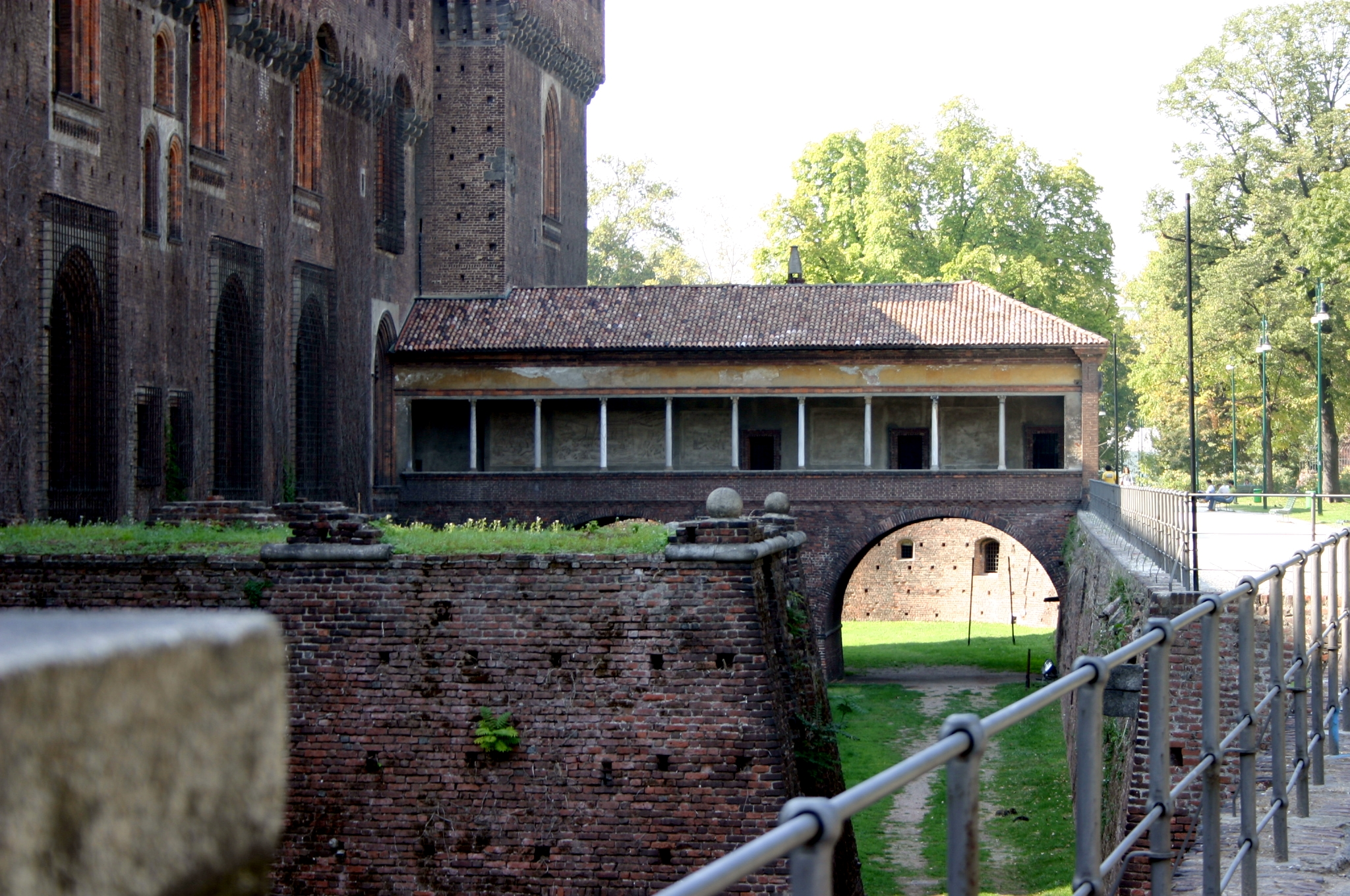
Ponticella di Ludovico il Moro

À la mort de Francesco II Sforza en 1535, Milan passa sous domination espagnole. Une ligne de fortification en forme d’étoile fut construite autour du château. Elle fut détruite pendant l'occupation napoléonienne (1802-1814).
À partir de 1815, le Château des Sforza servit de caserne aux troupes autrichiennes. Lors des cinq journées d'insurrection contre l'occupation autrichienne (18-22 mars 1848), le général autrichien Radetzky ouvrit le feu sur les insurgés depuis le château.
Le 25 octobre 1893, les autorités militaires rendirent le Château des Sforza à la Commune de Milan. Sa démolition fut envisagée, mais elle fut écartée grâce à l’intervention passionnée de Luca Beltrami. La restauration qu’il entreprit était destinée à faire du château un musée et une institution culturelle. Le fonds du musée était constitué de donations faites par de riches familles milanaises et du fonds communal.
Le château des Sforza fut restauré après avoir été endommagé par une bombe en 1943.

## Les collections

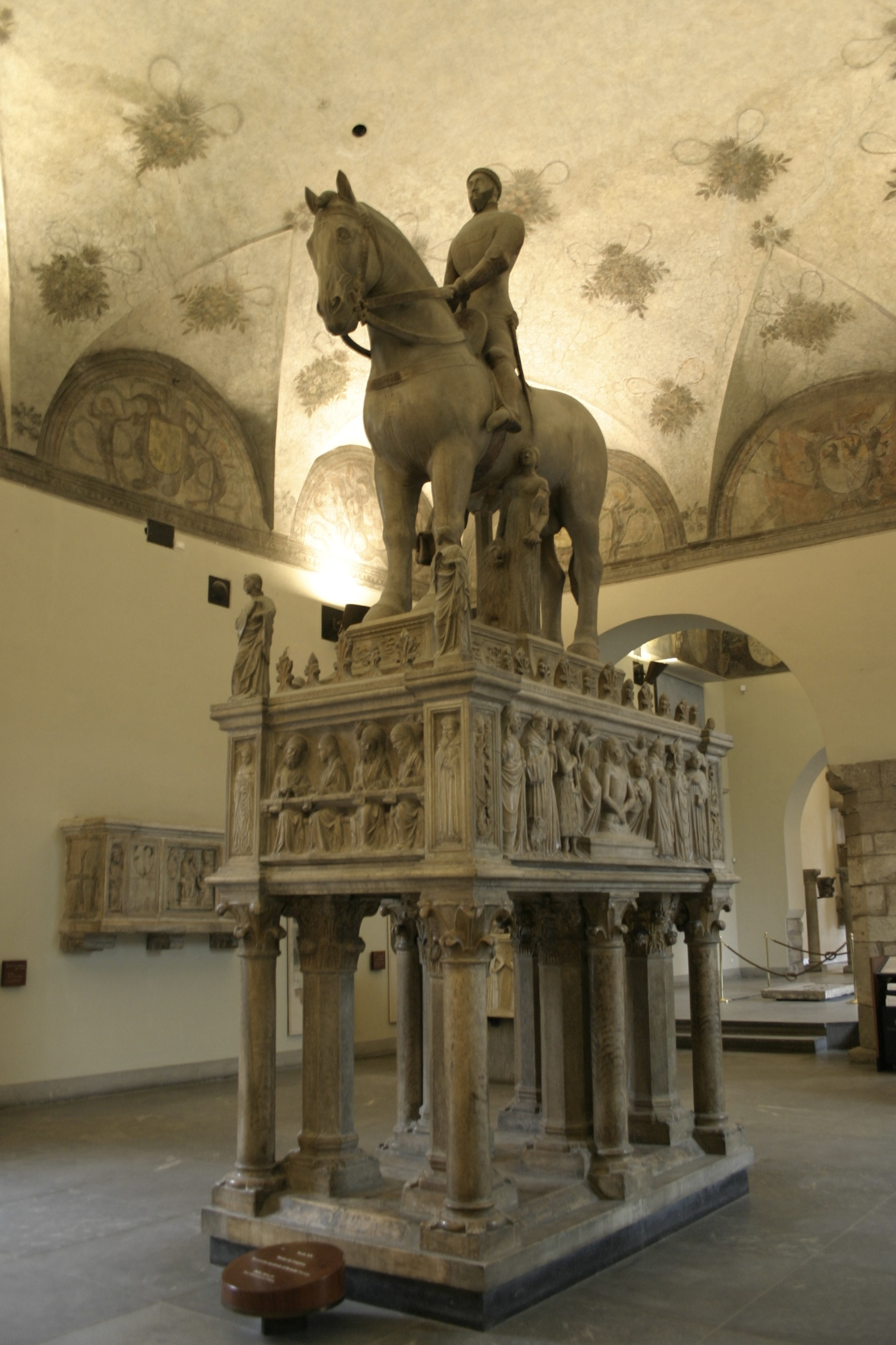
Monument funéraire de Barnabé Visconti et Beatrice Reine della Scala

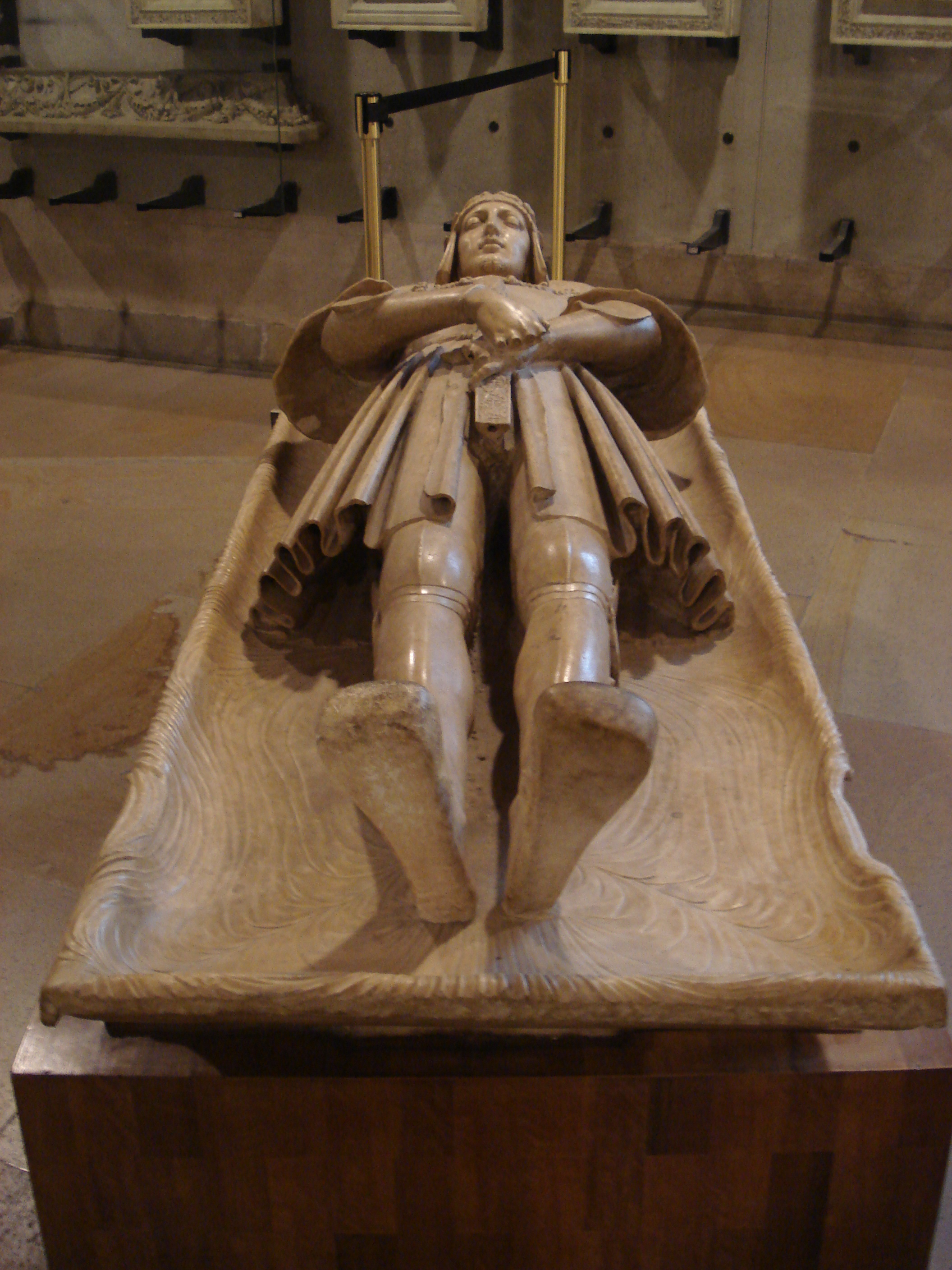
Gisant du monument funéraire de Gaston de Foix

Le château abrite aujourd'hui les Musei Sforzeschi, dont le musée des instruments de musique, le musée de la sculpture et la pinacothèque. Grâce à la bibliothèque Trivulziana, c'est également un dépôt exceptionnel d'archives, de manuscrits et de livres.

### Musée d'art ancien
Le rez-de-chaussée présent un ensemble de sculptures  comprenant une Déposition de Guglielmo Della Porta, une Allégorie d'Agostino di Duccio, et surtout, la Pietà Rondanini de Michel-Ange, sa dernière œuvre, restée inachevée, acquise par le musée en 1952. On trouve aussi des œuvres marquantes à la fois pour leur valeur artistique et pour l’histoire de Milan :
- Le monument funéraire du duc Barnabé Visconti et de son épouse Beatrice Reine della Scala, soutenu par un ensemble de colonnes de marbre. Sculpté en 1363 par Bonino da Campione, il trône dans l'entrée ; le duc y est immortalisé sur son cheval préféré.
- Le gisant du monument funéraire de Gaston de Foix par Agostino Busti, dit il Bambaïa.
- La plaque tombale de Blanche de Savoie, provenant du Couvent des Clarisses de Pavie.

### La pinacothèque
La Pinacothèque occupe le premier étage. Elle donne  un large aperçu des peintres de l’école lombarde, Bernardo Zenale, Bernardino Luini (la Madone aux fleurs), Bramantino (Noli me tangere). Cesare da Sesto, (six panneaux du polyptyque de San Rocco), Giampietrino, Vincenzo Foppa (la Madone au livre) pour les peintres du début du XVIe siècle, Giovanni Battista Crespi, dit Il Cerano (l‘archange saint Michel), Giulio Cesare Procaccini (le martyre de sainte Agnès, la Sainte Famille adorée des anges), il Morazzone (la Pentecôte) pour le XVIIe siècle.

Les peintres des autres écoles italiennes y sont également représentés, Lorenzo Veneziano, (La Résurrection du Christ), Filippo Lippi (la Madone Trivulzio), Carlo Crivelli  (Saint Barthélemy, Saint Jean), Antonello da Messina (Saint Benoît), Andrea Mantegna (le Retable Trivulzio), Lorenzo Lotto (Portrait d'un jeune homme), le Corrège (la Vierge à l’Enfant avec saint Jean Baptiste), Alessandro Magnasco (le Marché), Francesco Guardi (deux Capricci).

Ces dernières années le musée a continué à enrichir ses collections. C’est ainsi qu’il a fait l’acquisition des deux tableaux de Canaletto, Le môle vers la Zecca, avec la colonne San Teodoro, et Le môle vers la rive degli Schianoni, avec la colonne Saint Marc, et en 1998 du Palazzo dei Giureconsulti e il Broletto de Bernardo Bellotto.

### Le musée d'archéologie
Ces collections, qui dépendent du musée archéologique de Milan dont le siège est situé au monastère maggiore di San Maurizio, se répartissent en deux ensembles :
- le musée égyptien
- les collections de la préhistoire et de la protohistoire

### Autres musées
- Le musée des arts appliqués (Civiche raccolte d'arte applicata) : on peut y voir l'Automa contesta di demonio, une caricature mécanique dont le personnage en bois doté d'oreilles pointues, d'yeux rouges et d'une langue articulée, est mû à distance par un mécanisme invisible.
- un musée des instruments de musique
- un musée du meuble
- la collection d'art extra-européen
- Biblioteca Trivulziana, possède plus de 180 000 volumes, parmi lesquels le Codex Trivulzianus de Léonard de Vinci
- un cabinet des estampes : la Civica Raccolta delle Stampe "Achille Bertarelli" (it).

## Galerie

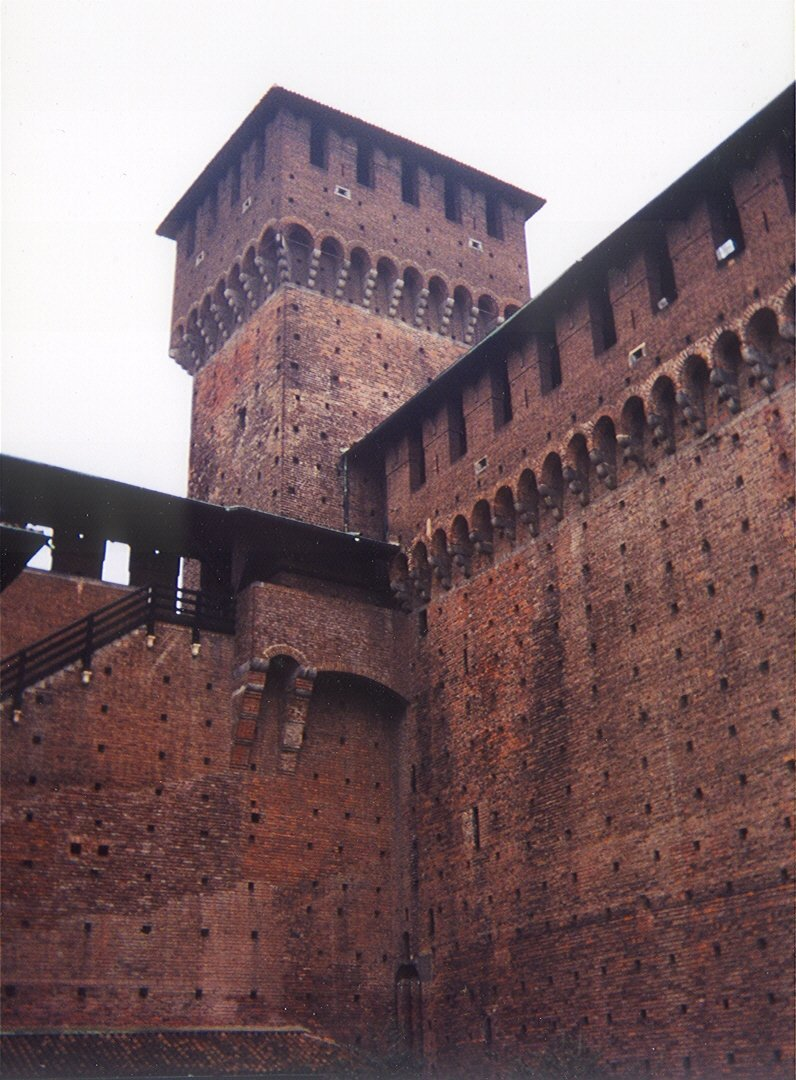
La Tour Bonne de Savoie.
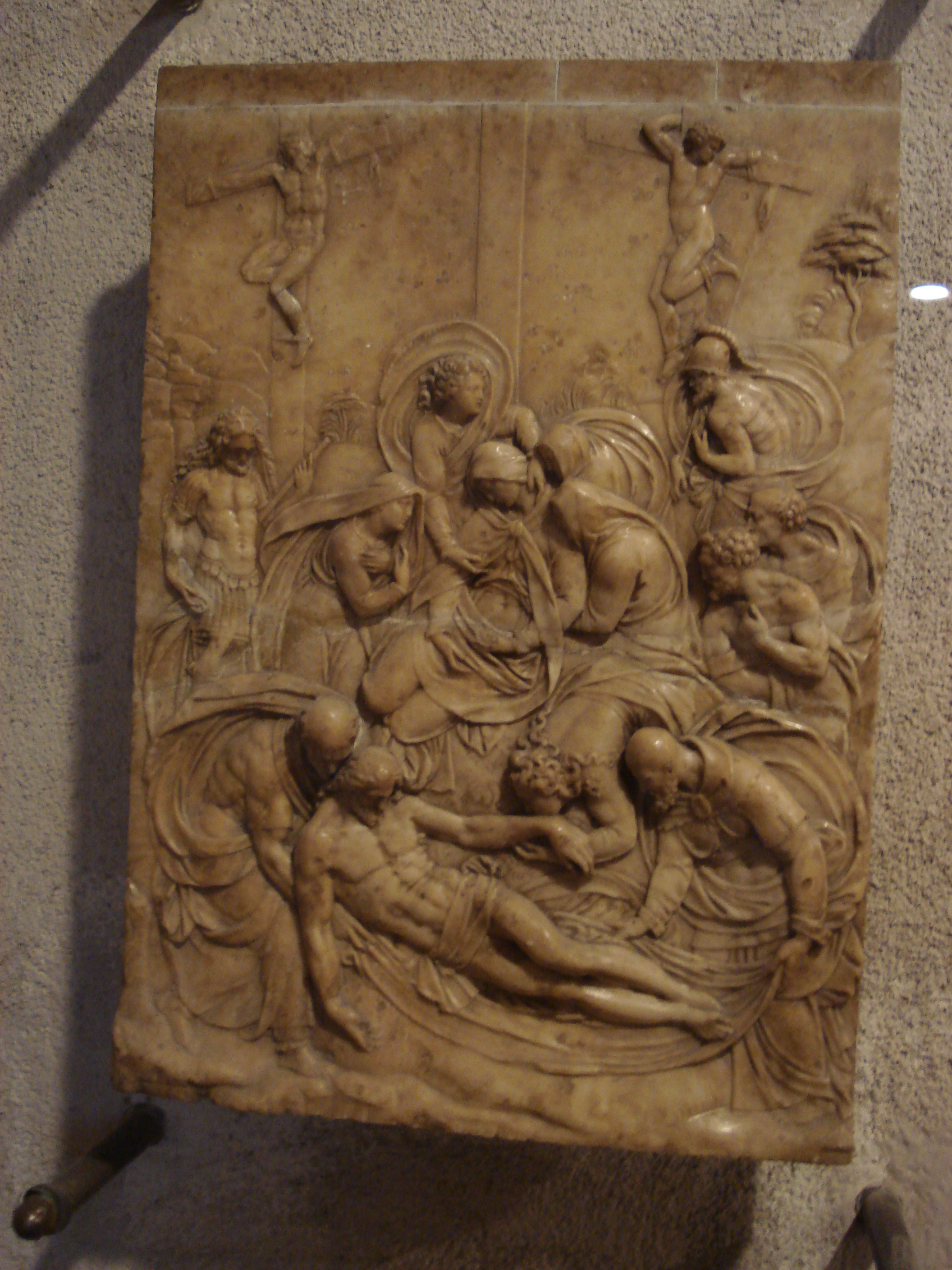
Guglielmo Della Porta, la Déposition.
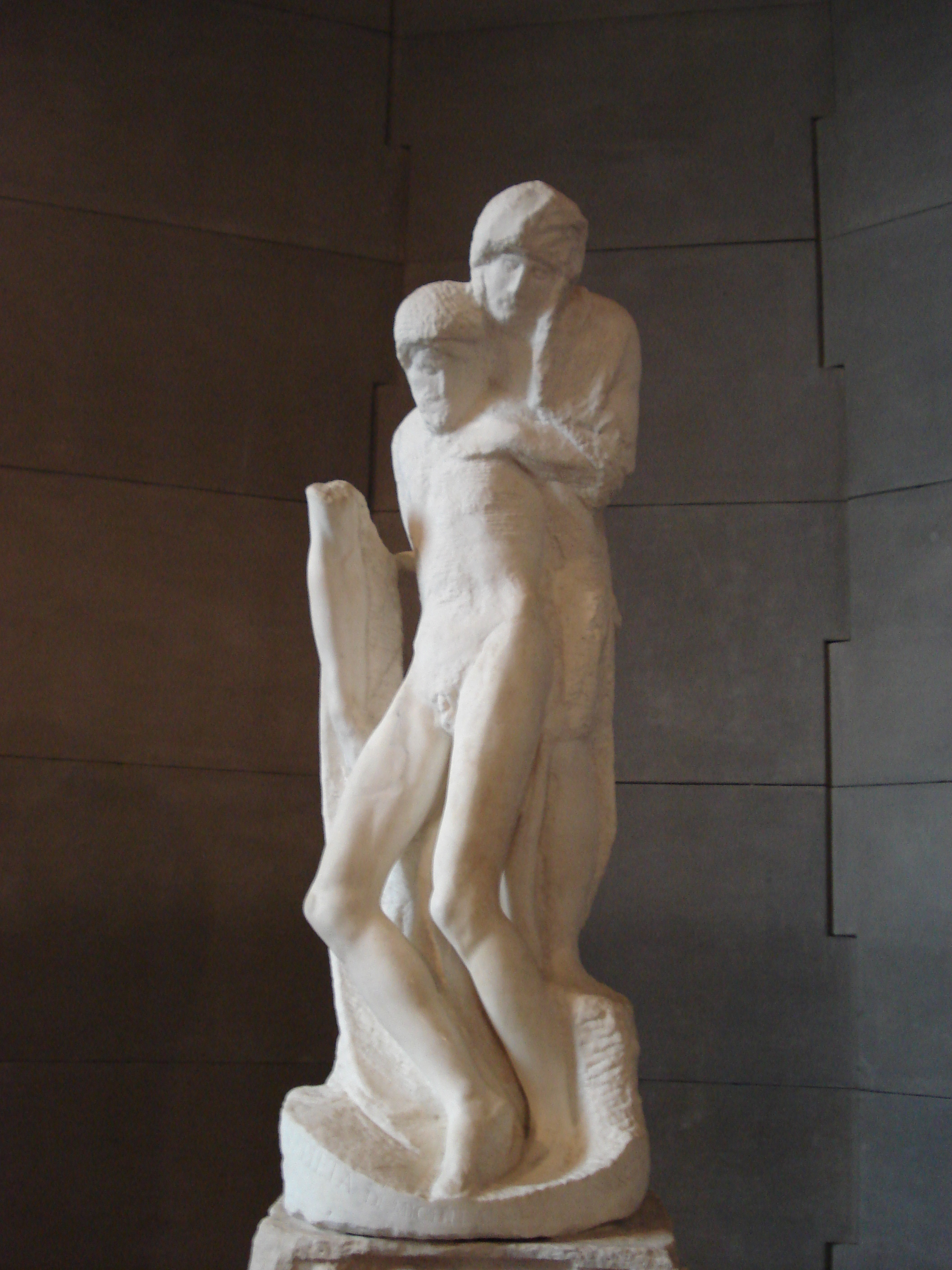
Michel-Ange, la Piétà Rondanini.
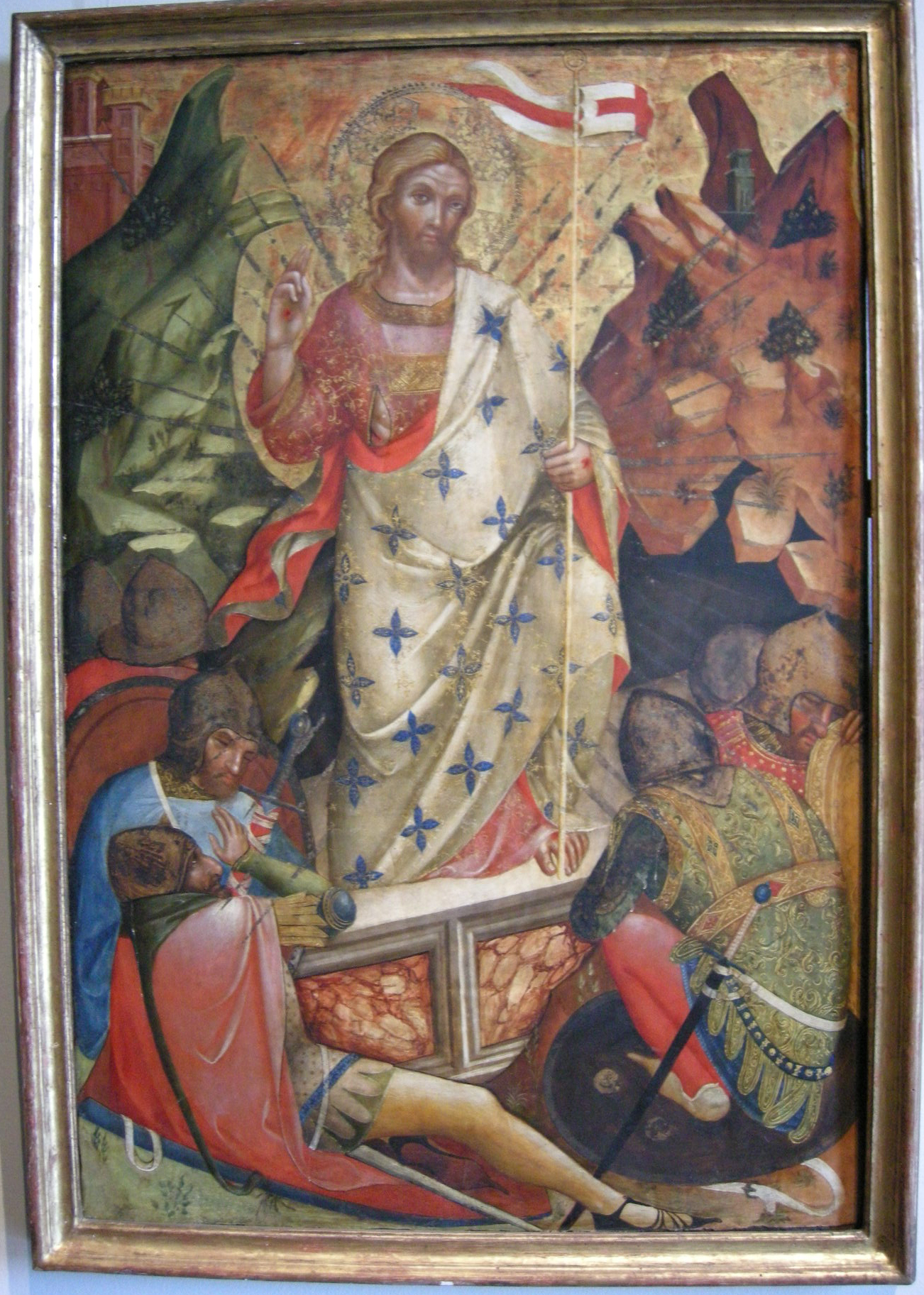
Lorenzo Veneziano, Résurrection du Christ.
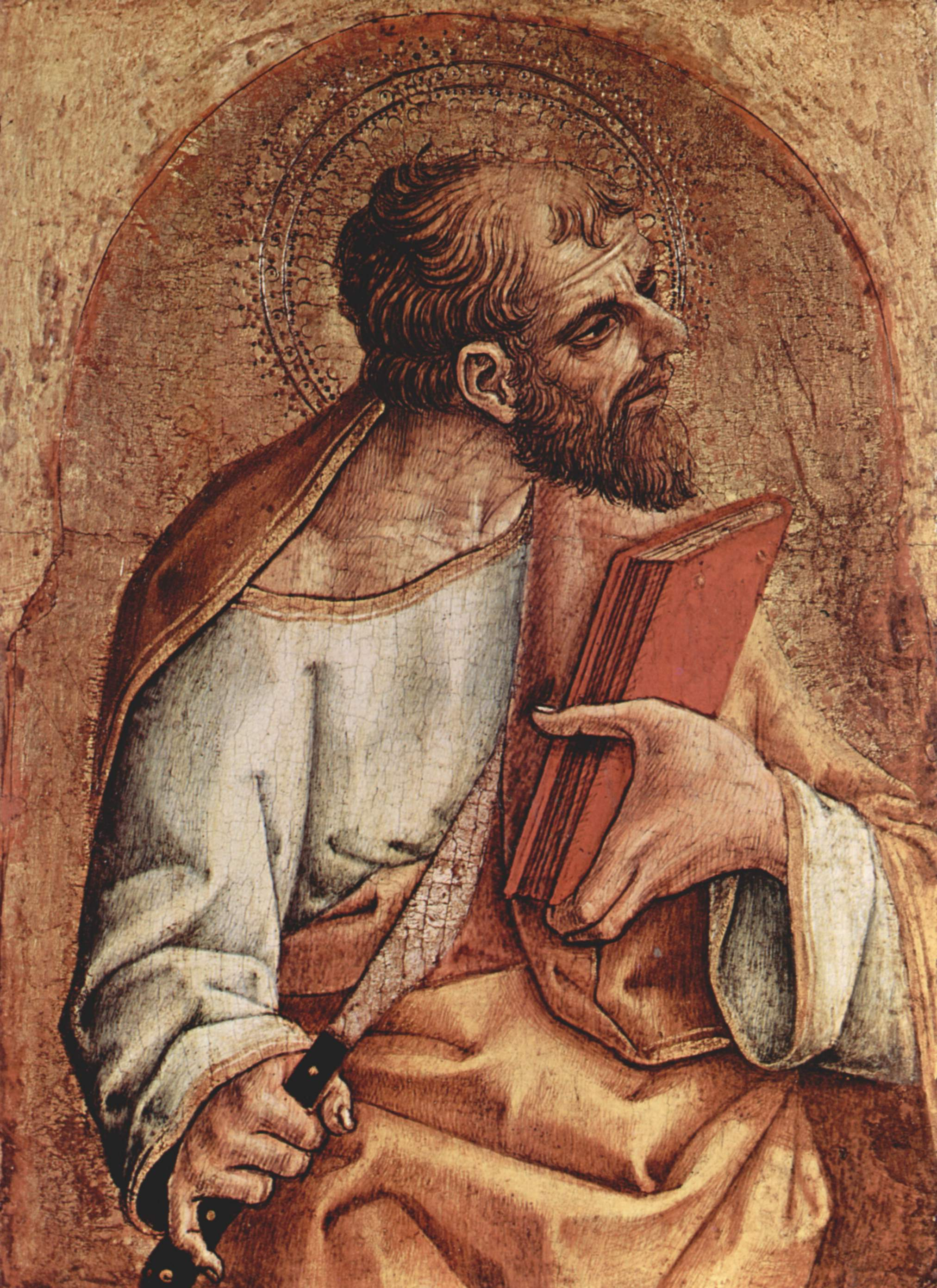
Carlo Crivelli, Saint Barthélemy.
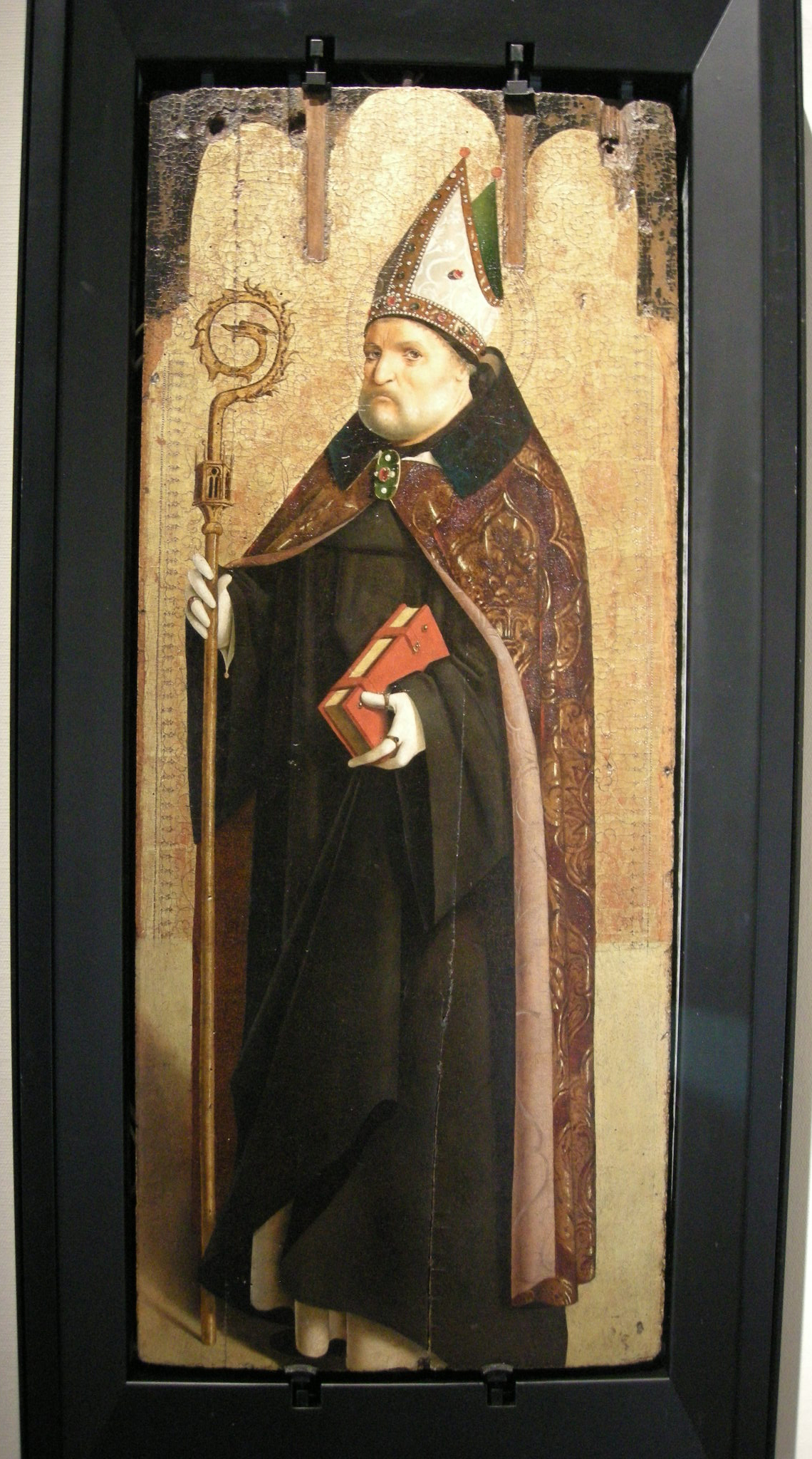
Antonello da Messina, Saint Benoît.
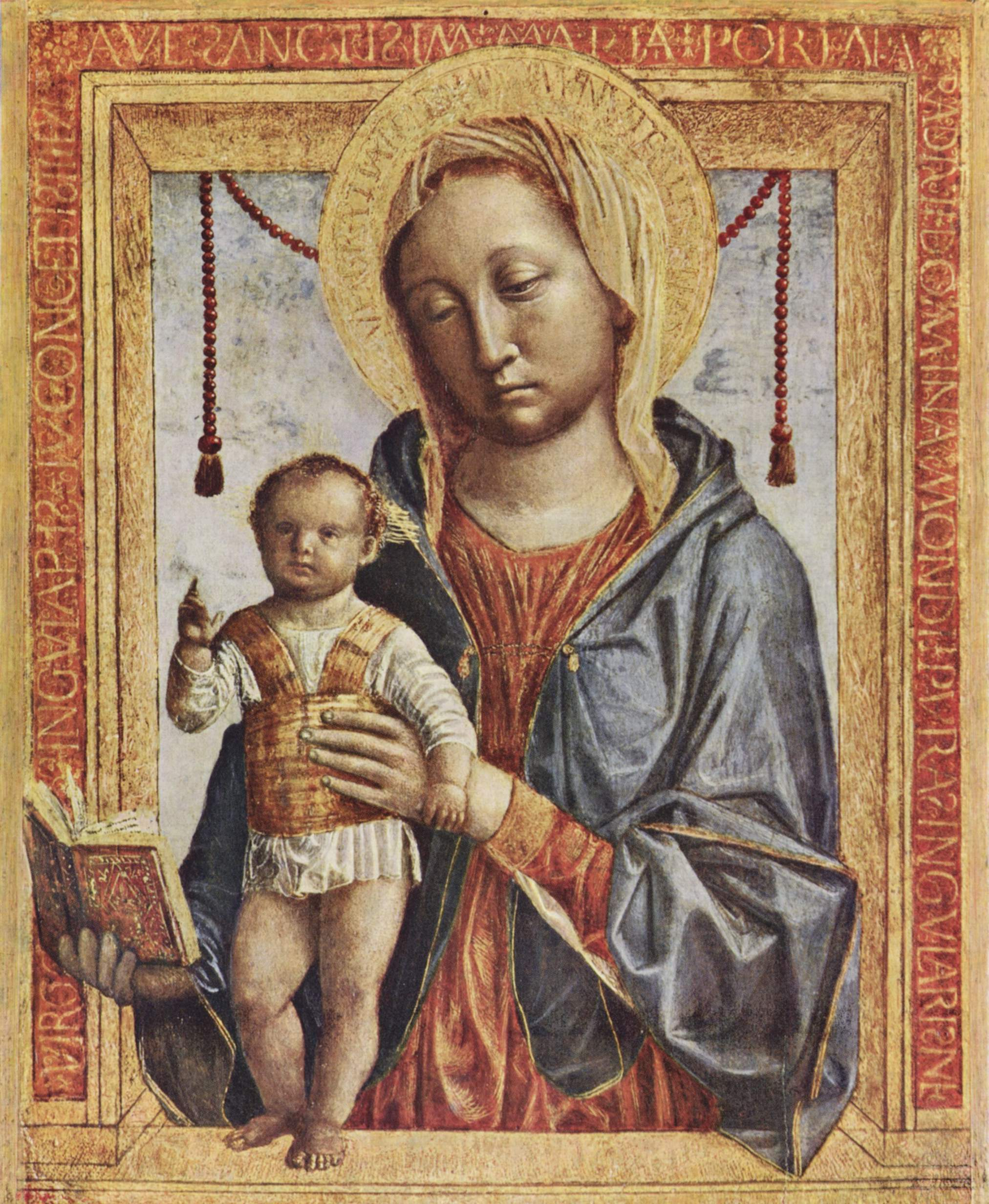
Vincenzo Foppa, la Madone au Livre.
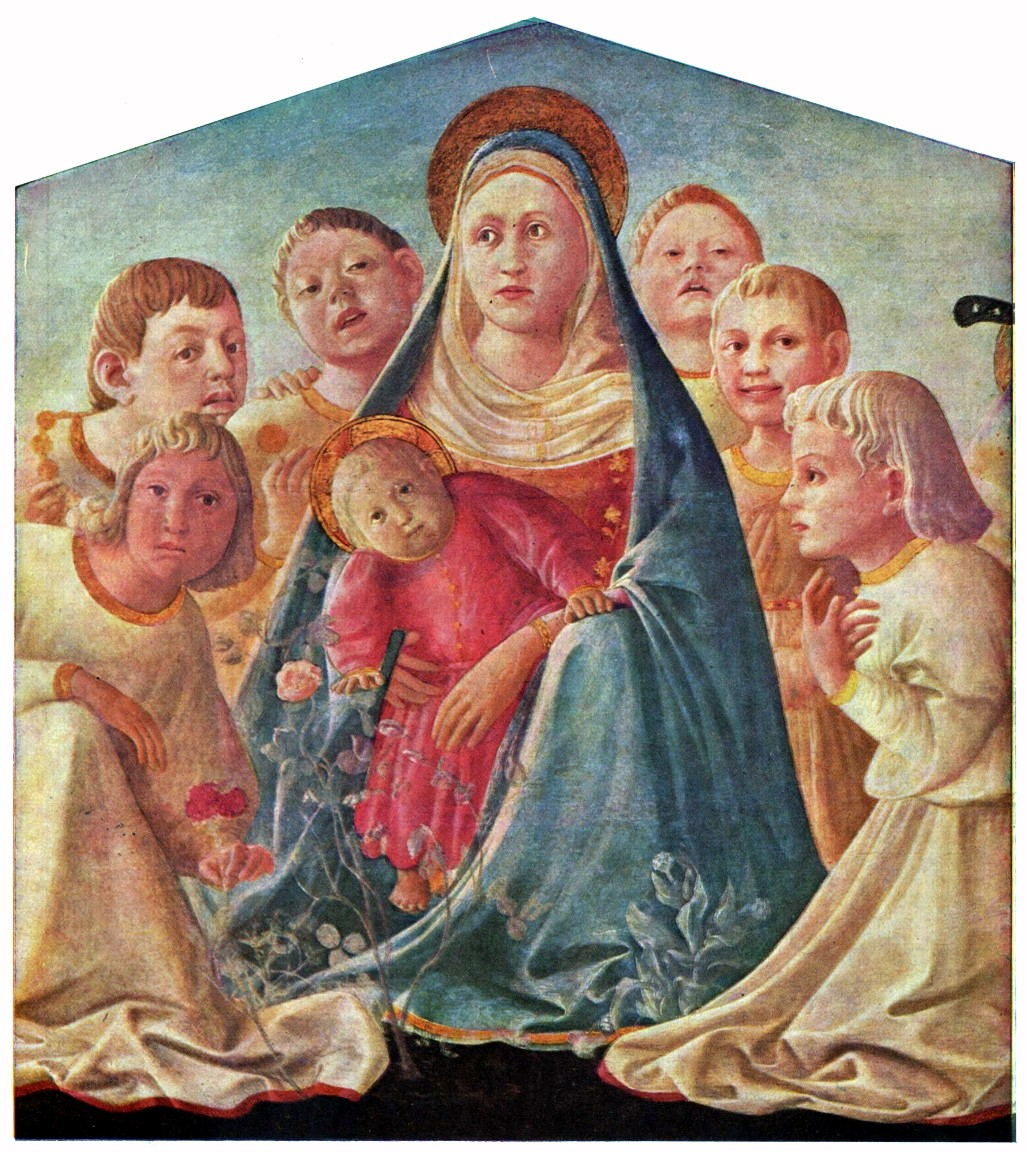
Filippo Lippi, la Madone Trivulzio (détail).
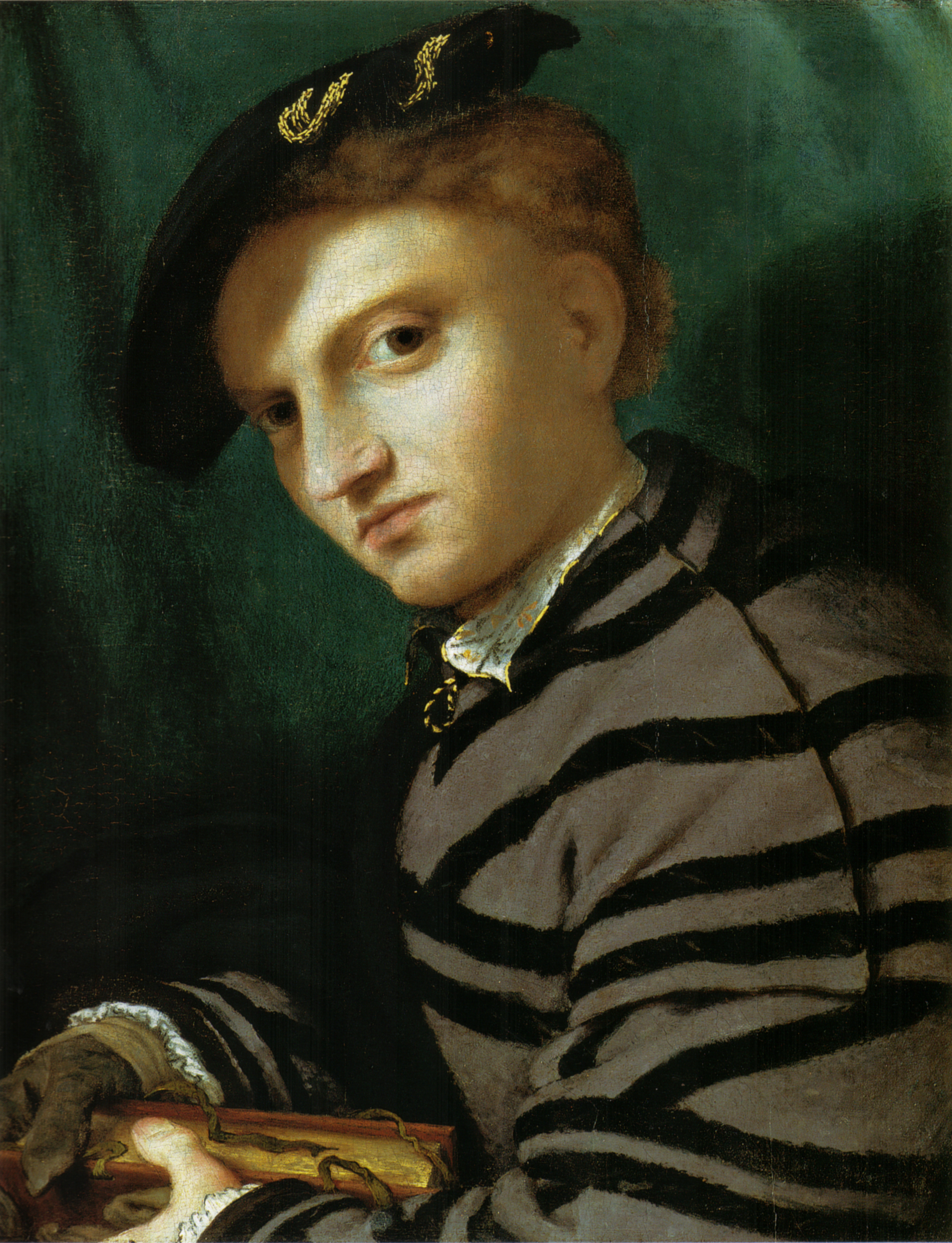
Lorenzo Lotto, Portrait d'un jeune homme.
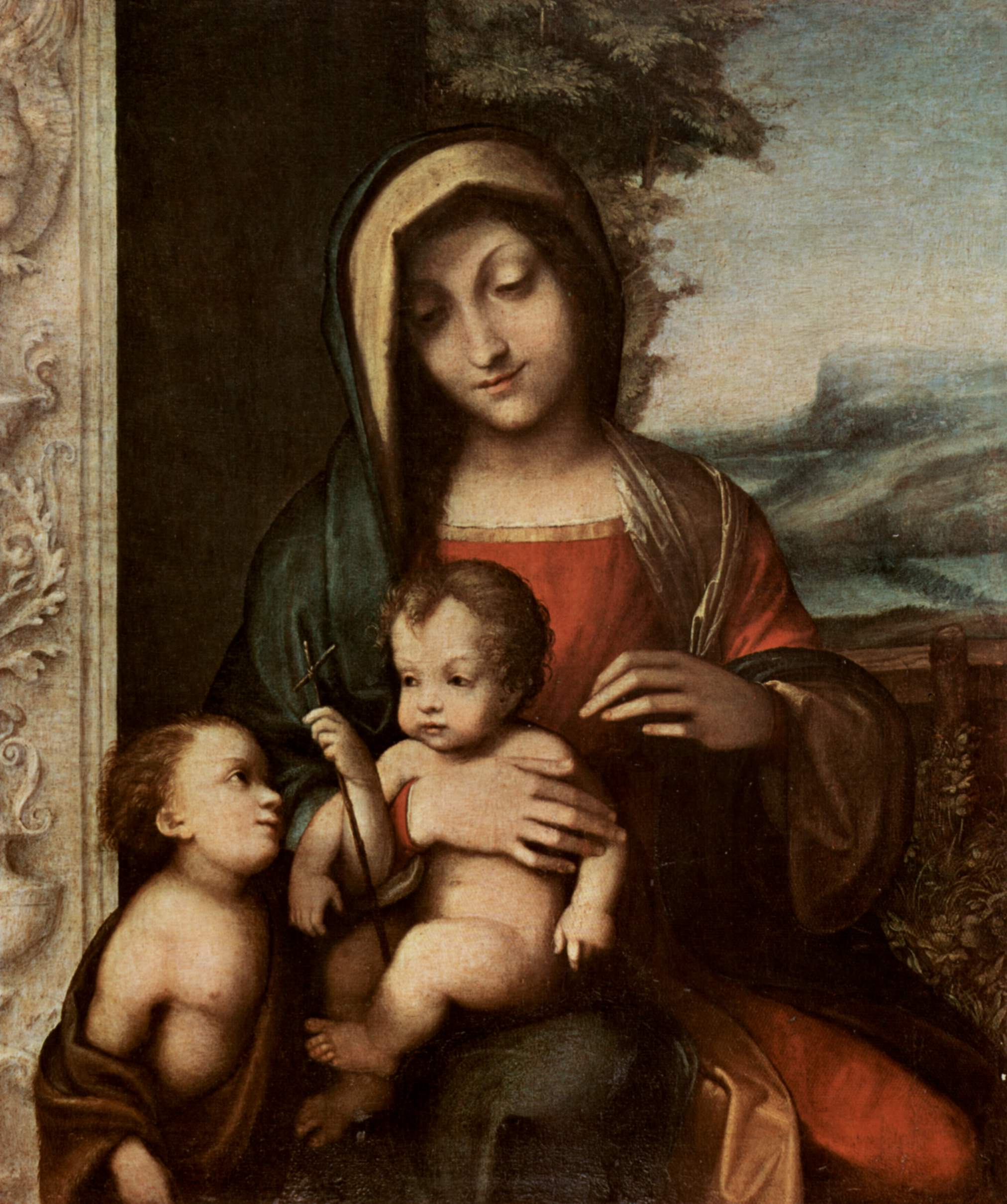
Le Corrège, la Vierge à l’Enfant avec saint Jean Baptiste.
Andrea Mantegna, le retable Trevulzio.
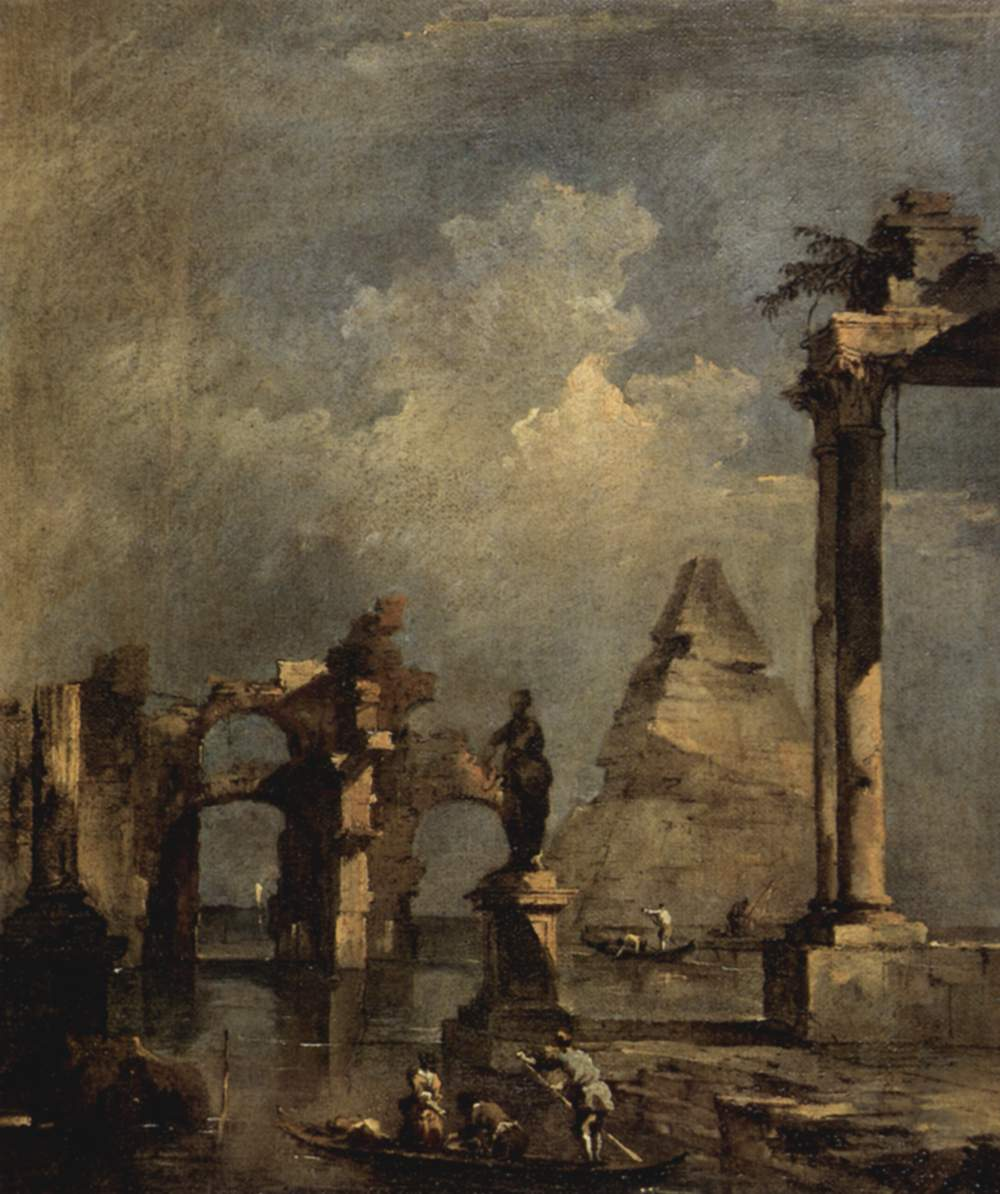
Francesco Guardi, Capriccio.
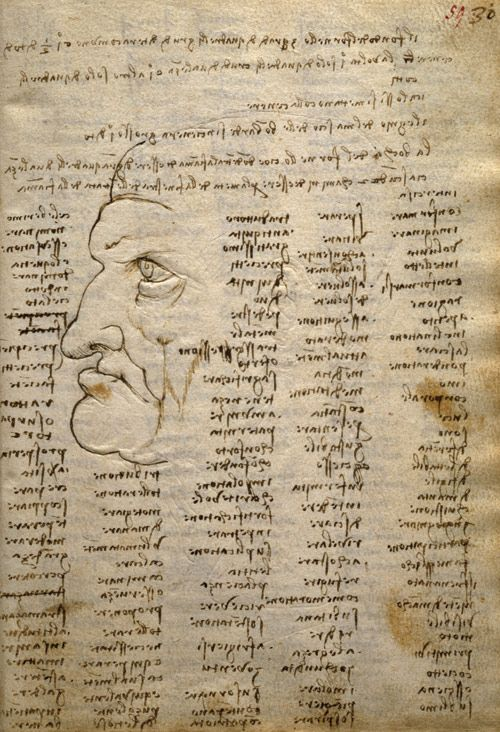
Léonard de Vinci, Codex Trivulzianus.